# Stoffelsmühle (Gollhofen)
Stoffelsmühle ist ein Wohnplatz der Gemeinde Gollhofen im mittelfränkischen Landkreis Neustadt an der Aisch-Bad Windsheim. Sie liegt in der Gemarkung Gollhofen.

## Geografische Lage
Die Einöde liegt auf freier Flur am Holzbach, einem rechten Zufluss der Gollach. Unmittelbar östlich verläuft die Bahnstrecke Treuchtlingen–Würzburg. Die Kreisstraße NEA 41 führt nach Gollhofen zur Staatsstraße 2419 (0,8 km westlich) bzw. die Bahnstrecke überbrückend nach Geckenheim (2,4 km nordwestlich).

## Geschichte
Die Mühle wurde am 4. Juni 1331 erstmals urkundlich erwähnt. Hier erschien Ludwig von Hohenlohe als Lehensherr. Das Lehen gelangte später durch Erbfolge an die Schenken von Limpurg zu Speckfeld. Benannt wurde die Mühle wohl nach dem Vornamen des Besitzers Georg Christoph (=Stoffel) Förster, der sie seit 1688 besaß. Je nach Besitzer änderte sich der Name der Mühle mehrfach. Gegen Ende des 18. Jahrhunderts wurde die Stoffelsmühle als Mahlmühle mit zwei Gängen betrieben. Mit dem Gemeindeedikt (frühes 19. Jahrhundert) wurde Stoffelsmühle dem Steuerdistrikt Gollhofen und der Ruralgemeinde Gollhofen zugewiesen. 1939 wurde der Mühlenbetrieb eingestellt.

### Einwohnerentwicklung
| Jahr      | 001818 | 001837 | 001840 | 001861 | 001871 | 001885 |
| Einwohner | 4      | 8      | 8      | 6      | 7      | 5      |
| Häuser    | 1      | 1      | 1      |        |        | 1      |
| Quelle    | [ 5 ]  | [ 8 ]  | [ 9 ]  | [ 10 ] | [ 11 ] | [ 12 ] |

## Religion
Stoffelsmühle ist seit der Reformation evangelisch-lutherisch geprägt und bis heute nach St. Johannis (Gollhofen) gepfarrt.